# 30세기
30세기는 2901년부터 3000년까지이다.

## 천문 현상 예측
- 3000년 - 세페우스자리 감마별이 천구의 북극으로 이동하기 시작한다.

## 문화
- 2977년 - 일본 애니메이션 우주해적 캡틴 하록의 배경 연도
- 2999년: 롱플레이어 작품은 2999년 12월 31일에 종료되며, 이는 천 년에 걸친 음악 작품의 끝을 의미한다.
- 2999년: 첫 번째 기념 행사가 1999년 12월 31일에 있은 지 1,000년 후인 같은 날짜에 밀레니엄 기념 행사가 열릴 것이다.

## 년대와 년도
| 2890년대 | 2890 | 2891 | 2892 | 2893 | 2894 | 2895 | 2896 | 2897 | 2898 | 2899 |
| 2900년대 | 2900 | 2901 | 2902 | 2903 | 2904 | 2905 | 2906 | 2907 | 2908 | 2909 |
| 2910년대 | 2910 | 2911 | 2912 | 2913 | 2914 | 2915 | 2916 | 2917 | 2918 | 2919 |
| 2920년대 | 2920 | 2921 | 2922 | 2923 | 2924 | 2925 | 2926 | 2927 | 2928 | 2929 |
| 2930년대 | 2930 | 2931 | 2932 | 2933 | 2934 | 2935 | 2936 | 2937 | 2938 | 2939 |
| 2940년대 | 2940 | 2941 | 2942 | 2943 | 2944 | 2945 | 2946 | 2947 | 2948 | 2949 |
| 2950년대 | 2950 | 2951 | 2952 | 2953 | 2954 | 2955 | 2956 | 2957 | 2958 | 2959 |
| 2960년대 | 2960 | 2961 | 2962 | 2963 | 2964 | 2965 | 2966 | 2967 | 2968 | 2969 |
| 2970년대 | 2970 | 2971 | 2972 | 2973 | 2974 | 2975 | 2976 | 2977 | 2978 | 2979 |
| 2980년대 | 2980 | 2981 | 2982 | 2983 | 2984 | 2985 | 2986 | 2987 | 2988 | 2989 |
| 2990년대 | 2990 | 2991 | 2992 | 2993 | 2994 | 2995 | 2996 | 2997 | 2998 | 2999 |
| 3000년대 | 3000 | 3001 | 3002 | 3003 | 3004 | 3005 | 3006 | 3007 | 3008 | 3009 |